# Parafia Matki Bożej Fatimskiej Różańcowej w Borkach
Parafia Matki Bożej Fatimskiej Różańcowej w Borkach – parafia znajdująca się w diecezji tarnowskiej w dekanacie szczucińskim.